# Římskokatolická farnost u kostelů sv. Mikuláše a sv. Václava Praha-Vršovice
Římskokatolická farnost u kostelů svatého Václava a svatého Mikuláše Praha-Vršovice je komunita římských katolíků sdružených kolem dvou kostelů – svatého Mikuláše a svatého Václava – v městské části Praze 10-Vršovicích.

## Historie
Vršovická farnost při kostele sv. Mikuláše ve Vršovicích, poprvé písemně doloženém 25. června 1328 se původně rozkládala od Vršovic až k hradbám Nového Města pražského a spolu se sousedními farnostmi Záběhlicemi a Hostivaří patřila do říčanského děkanátu.
Tehdy pražský měšťan Albert Štuk prodal vršovický dvorec včetně patronátního práva ke kostelu řádu německých rytířů se sídlem na Starém Městě. V roce 1360 se Vršovice vrátily do majetku bohatých staroměstských měšťanů. Mezi majiteli se objevují Trčkové z Lípy, Valdštejnové a po roce 1628 Šternberkové.

## Kostely farnosti
| Fotografie | Kostel                  | Místo                    | Bohoslužba | Bohoslužba | Zeměpisné souřadnice            | Poznámka     |
| ---------- | ----------------------- | ------------------------ | ---------- | ---------- | ------------------------------- | ------------ |
|            | Kostel svatého Mikuláše | Moskevská (Praha)        |            |            | 50°4′10″ s. š., 14°27′7″ v. d.  | farní kostel |
|            | Kostel svatého Václava  | Náměstí Svatopluka Čecha |            |            | 50°4′10″ s. š., 14°27′35″ v. d. | farní kostel |